# دروبوكس
دروبوكس (بالإنجليزية: Dropbox)‏ هي خدمة استضافة ملفات تديرها شركة دروبوكس الأمريكية، ومقرها في سان فرانسيسكو، كاليفورنيا، والتي توفر التخزين السحابي، ومزامنة الملفات، والسحابة الشخصية وبرامج العميل.
كما بالإمكان استعمال الخدمة لتبادل الملفات بين أكثر من مستخدم على الإنترنت ومزامنة الملفات بين أكثر من جهاز حاسوب أو هاتف محمول. تم تصميم البرنامج عام 2007 من قبل طلاب معهد ماساتشوستس للتكنولوجيا وهما درو هوستون (Drew Houston) وأراش فردوسي (Arash Ferdowsi) كشركة ناشئة، بتمويل أولي من مسرّع بدء التشغيل واي كومبنتر.
يقدم البرنامج خدمة استضافة الملفات بطريقتين. الأولى مجانا حتى 2 جيجابايت (بالإمكان زيادتها إلى 18 جيجابايت بشروط معينة) وخدمة مدفوعة تصل إلى 1 تيرابايت. كما يعمل البرنامج تحت 10 أنواع نظم تشغيل للحاسب ومنها ويندوز وماك ولينوكس وسولاريس، بالإضافة إلى نظم تشغيل الهواتف المحمولة كالأندرويد والآي أو إس. من أهم منافسيه في هذا المجال: بوكس دوت نت (Box.net) وشوغارسينك (Sugarsync) وموزي (Mozy) وزومو درايف (ZumoDrive) وغيرها. عند تثبيت برنامج دروبوكس على جهاز الحاسوب سوف يظهر على شكل مجلد يمكن وضعه على سطح المكتب وتتعامل معه كأي مجلد آخر ولكن في الحقيقة هو موجود في سيرفر دروبوكس ولكن صورته لديك.
صُنفت دروبوكس كواحدة من أكثر الشركات الناشئة قيمة في الولايات المتحدة والعالم، مع تقييم يزيد عن 10 مليار دولارأمريكي، وقد تم وصفه بأنه أحد أنجح استثمارات واي كومبنتر حتى الآن. ومع ذلك، فقد تعرضت دروبوكس أيضًا لانتقادات وأثارت جدلًا بشأن قضايا مثل الانتهاكات الأمنية ومخاوف الخصوصية، فقد تم حظر دروبوكس في الصين منذ عام 2014.
توفر الخدمة العديد من اللغات حيث بلغ عددها 22 لغة: الصينية (التقليدية والمبسطة) والإنجليزية (الأمريكية والبريطانية) والفرنسية والألمانية والإندونيسية والإيطالية والكورية والماليزية والبولندية والبرتغالية (البرتغالية والبرازيلية) والروسية والإسبانية (القشتالية وأمريكا اللاتينية) والأوكرانية.
حازت الخدمة على العديد من الجوائز من قبل المواقع التقنية، وحصلت على تصنيف خمس نجوم في تقرير«حماية بياناتك من الطلبات الحكومية» الصادر عن مؤسسة الحدود الإلكترونية لعام 2017. كما أشادت بها عدة صحف عالمية.

## مفهوم
تجمع خدمة دروبوكس الملفات معًا في مكان مركزي واحد عن طريق إنشاء مجلد خاص على كمبيوتر المستخدم. تتم مزامنة محتويات هذه المجلدات مع خوادم دروبوكس وأجهزة الكمبيوتر والأجهزة الأخرى حيث قام المستخدم بتثبيت دروبوكس، مع الحفاظ على نفس الملفات محدثة على جميع الأجهزة. يستخدم دروبوكس نموذج عمل فريميوم، حيث يتم تقديم حساب مجاني للمستخدمين بحجم تخزين محدد، مع توفر اشتراكات مدفوعة توفر سعة أكبر وميزات إضافية.
يحصل مستخدمو دروبوكس بيسك على 2 غيغابايت من مساحة التخزين المجانية. يتم منح مستخدمي دروبوكس بلس مساحة تخزين تبلغ 2 تيرابايت، بالإضافة إلى ميزات إضافية، بما في ذلك عناصر التحكم المتقدمة في المشاركة والمسح عن بُعد والوظيفة الإضافية الاختيارية لسجل الإصدار الموسع.
تقدم دروبوكس تطبيقات الكمبيوتر لأجهزة كمبيوتر مايكروسوفت ويندوز وأبل وماك أو إس ولينكس وتطبيقات الأجهزة المحمولة للهواتف الذكية والأجهزة اللوحية التي تعمل بنظام تشغيل آي أو إس وأندرويد وويندوز فون. في مارس 2013، استحوذت الشركة على ميلبوكس، وهو تطبيق بريد إلكتروني شهير، وفي أبريل 2014، قدمت الشركة دروبوكس كاروسل، وهو تطبيق معرض للصور والفيديو. تم إغلاق كل من ميلبوكس وكاروسل في ديسمبر 2015، مع تطبيق الميزات الرئيسية من كلا التطبيقين في خدمة دروبوكس العادية. في أكتوبر 2015، أعلنت رسميًا دروبوكس بيبر، محرر المستندات التعاوني، في محاولة لتوسيع عملياتها نحو الشركات. في مارس 2016، كان لدى دروبوكس 500 مليون مستخدم.

## التاريخ
تصوردرو هوستون مفهوم دروبوكس بعد أن نسي مرارًا محرك أقراص وحدة الذاكرة الفلاشية (USB) المحمول الخاص به عندما كان طالبًا في معهد ماساتشوستس للتكنولوجيا (MIT). في منشور بعنوان «قابل الفريق» عام 2009 على مدونة دروبوكس، كتب عن الخدمات الحالية في ذلك الوقت «عانيت من مشاكل في زمن انتقال الإنترنت، أو الملفات الكبيرة، أو الأخطاء، فجعلتُ أفكر كثيرًا». ثم بدأ في صنع شيء ما لاستخدامه الشخصي، لكنه أدرك بعد ذلك أنه يمكنه أن يفيد الآخرين الذين يعانون من نفس المشاكل.
أسس هوستون شركة ايفنفلو. في مايو 2007  كشركة وراء دروبوكس، وبعد ذلك بوقت قصير حصل على تمويل أولي من واي كومبنتر. تم إطلاق دروبوكس رسميًا في مؤتمر تك كرانش ديسرابت لعام 2008، وهو مؤتمر تقني سنوي. نظرًا لخلافات العلامات التجارية بين شركة بروكسي.
وايفنفلو، كان اسم المجال الرسمي لشركة دروبوكس هو «جيت دروبوكس.كوم» حتى أكتوبر 2009، عندما استحوذت على مجالها الحالي، «دروبوكس.كوم». في أكتوبر 2009، تم تغيير اسم شركة ايفنفلو. إلى شركة دروبوكس.

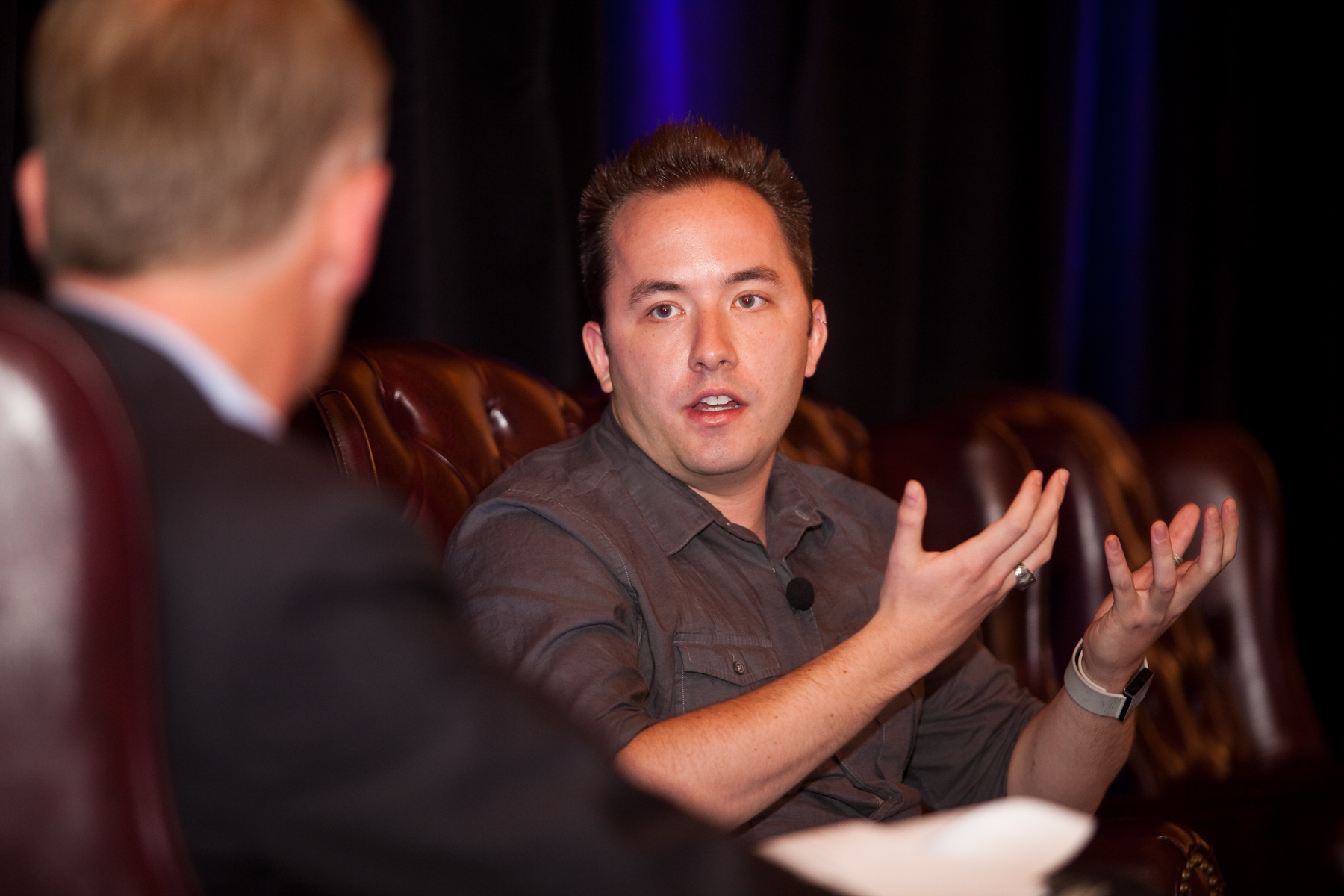
مؤسس دروبوكس درو هوستون

في مقابلة مع تك كرانش «قصص مؤسس» في أكتوبر 2011، أوضح هوستون أنه تم إصدار فيديو توضيحي خلال أيام دروبوكس الأولى، وكان أحد المشاهدين هو أراش فردوسي. كان فردوسي «معجبًا جدًا» لدرجة أنهم شكلوا شراكة.
فيما يتعلق بالمنافسة، صرح هوستون أنه «من السهل بالنسبة لي شرح الفكرة، في الواقع من الصعب فعل ذلك».

### نمو المستخدم
شهدت دروبوكس نموًا ثابتًا في عدد المستخدمين بعد إنشائها، وقد تجاوزعدد المستخدمين المسجلين البالغ مليون مستخدم في أبريل 2009، تلاه مليونان في سبتمبر، و3 ملايين في نوفمبر وتجاوز 50 مليون مستخدم في أكتوبر2011 و100مليون في نوفمبر 2012  و200 مليون في نوفمبر 2013 و400 مليون في يونيو 2015 و 500 مليون في مارس 2016.

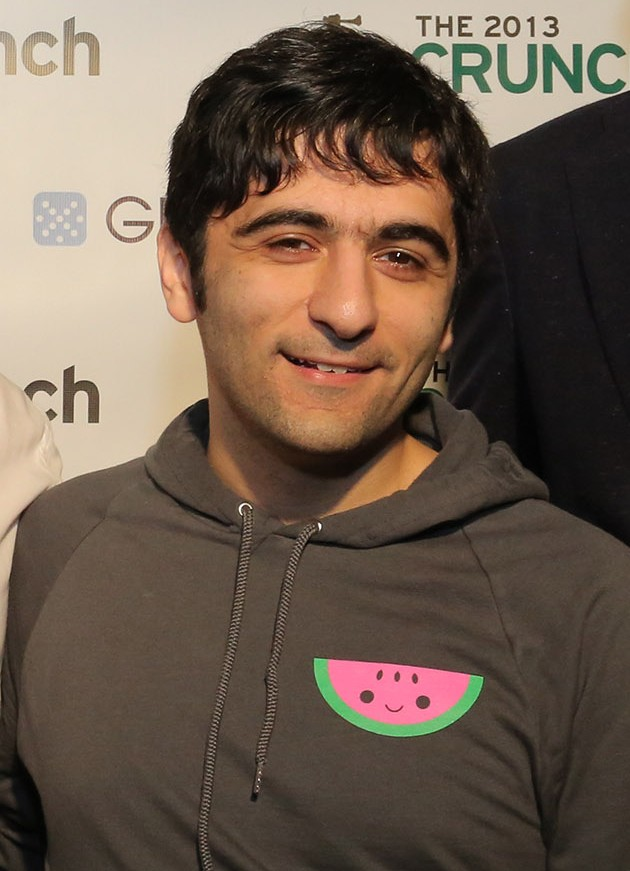
مؤسس دروبوكس أراش فردوسي

### عمليات الاستحواذ
في يوليو 2012، استحوذت دروبوكس على تابنجيجد، وهي شركة ناشئة «تمكن المعلنين والناشرين من التعاون في الإعلانات المحسنة للأجهزة اللوحية». في ديسمبر التالي، استحوذت دروبوكس على شركتين، أوديوجلاكسي وهي شركة ناشئة «تتيح للمستخدمين تخزين ملفات الموسيقى وقوائم التشغيل الخاصة بهم في السحابة ثم إرسالها إلى أي جهاز»، وسنابجوي، وهي شركة سمحت للمستخدمين «بتجميع جميع صورهم الرقمية وأرشفتها وعرضها من الكاميرات والهواتف والتطبيقات الشائعة مثل فليكر وإنستغرام وبيكاسا، ثم عرضها عبر الإنترنت أو عبر تطبيق آي أو إس». في تموز (يوليو) 2013، استحوذت دروبوكس على شركة إندورس، وهي شركة ناشئة لقسائم الهاتف المحمول.
في مايو 2014، استحوذت دروبوكس على بابلي، وهي شركة ناشئة قامت «ببناء بعض الطرق المبتكرة لدمج التكنولوجيا ثلاثية الأبعاد في العروض ثنائية الأبعاد، وتجميعها في تطبيق جوال».
في يناير 2015، استحوذ دروبوكس على كلود أون، وهي شركة توفر تطبيقات الهاتف المحمول لتحرير المستندات وإنشائها. في الوقت نفسه، أخبر دروبوكس تك كرانش أن قاعدة كلاود أون في هرتسليا ستصبح أول مكتب دروبوكس في إسرائيل. في يوليو، استحوذت دروبوكس على كليمنتين، وهي خدمة اتصالات مؤسسية.
في أبريل 2014، استحوذت دروبوكس على شركة مشاركة الصور لووم (تم إغلاقها ودمجها مع كاروسيل)،  وبدء تشغيل مشاركة المستندات هاك باد. في أبريل 2017 أعلنت دروبوكس عن إغلاق هاك باد في 19 يوليو، ورحلت جميع الملاحظات إلى دروبوكس بيبر.
في يناير 2019، استحوذت دروبوكس على شركة التوقيع الإلكتروني هللوساين. أفادت التقارير أن عملية الاستحواذ هذه هي الأكبر حتى الآن لـ دروبوكس، حيث بلغت 230 مليون دولار.

### 2021 تخفيض القوى العاملة
في يناير 2021، أعلن الرئيس التنفيذي لشركة دروبوكس هوستون عن تسريح 315 موظفًا، أي ما يقرب من 11% من القوى العاملة الحالية. وقالت الشركة إن التخفيضات كانت ضرورية من أجل تركيز هيكل فريق الشركة والتركيز على أولويات المستوى الأعلى، والتي تشمل تطوير تجربة دروبوكس الأساسية، والاستثمار في منتجات جديدة، ودفع التميز التشغيلي.
قال هوستون: ”الخطوات التي نتخذها اليوم مؤلمة، لكنها ضرورية”. التزمت دروبوكس بالحفاظ على الأمن الوظيفي حتى عام 2020، وبالنظر إلى هذا العام ”من الواضح أننا بحاجة إلى إجراء تغييرات من أجل إنشاء عمل صحي ومزدهر للمستقبل”.
في 5 فبراير 2021، أعلنت الشركة عن رحيل رئيس العمليات أوليفيا نوتيبوم.

## المنصات

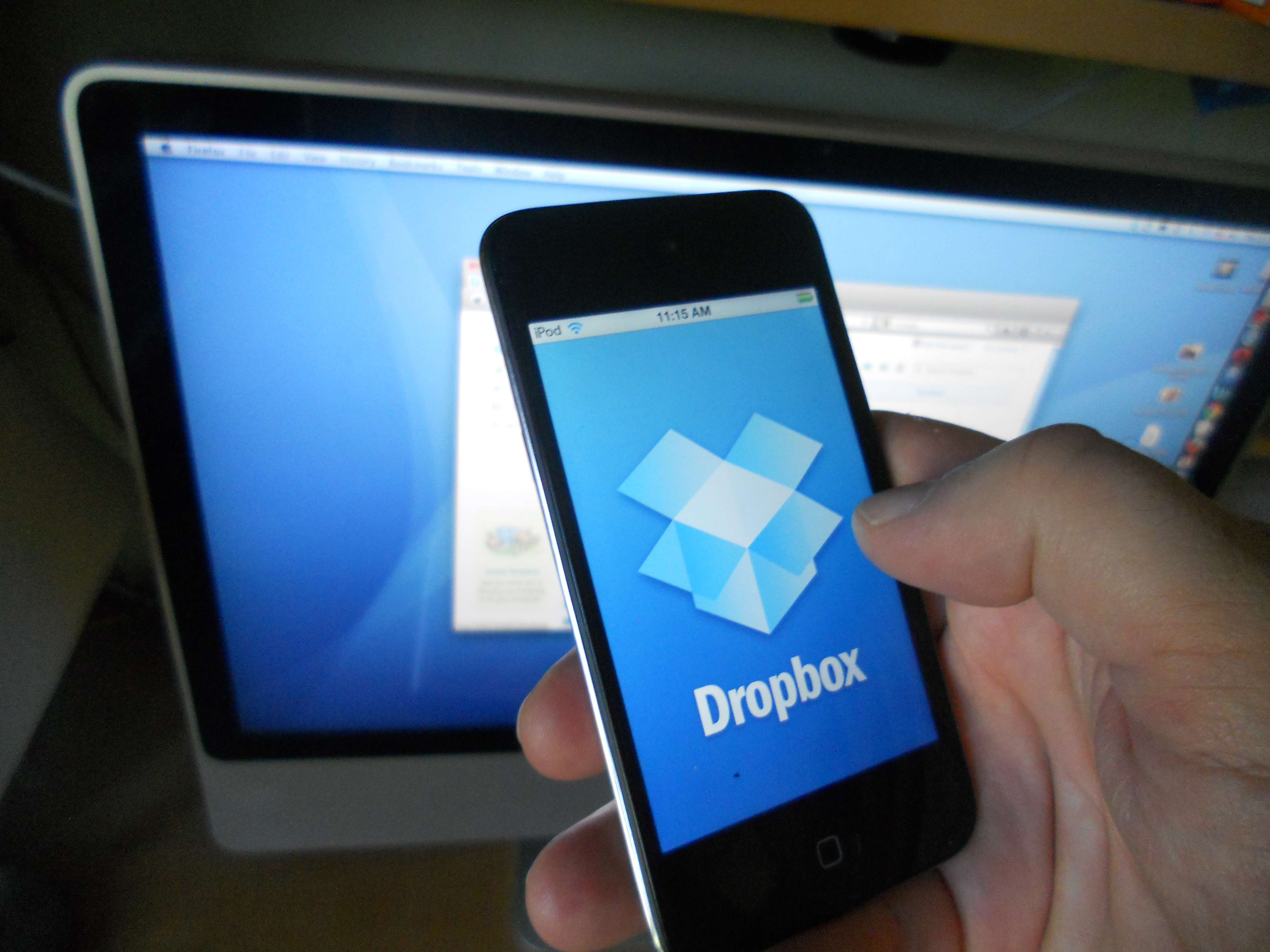
خدمة دروبوكس على أجهزة الهاتف الذكي

تحتوي الخدمة على تطبيقات كمبيوتر لأجهزة كمبيوتر مايكروسوفت وويندوز وأبل وماك أو إس ولينكس،  وتطبيقات للهواتف الذكية والأجهزة اللوحية آي أو إس وأندرويد ويندوز فون. كما يوفر واجهة موقع الويب. كجزء من شراكتها مع مايكروسوفت، أعلنت دروبوكس عن تطبيق منصة ويندوز العالمية في يناير 2016.
تقدم تطبيقات دروبوكس ميزة تحميل تلقائي للصور، مما يسمح للمستخدمين بتحميل الصور أو مقاطع الفيديو تلقائيًا من الكاميرات أو الأجهزة اللوحية أو بطاقات سكيور ديجيتال (SD) أو الهواتف الذكية إلى مجلد «تحميلات الكاميرا» المخصص في دروبوكس الخاص بهم. يتم إعطاء المستخدمين 500 ميغابايت من المساحة الإضافية لتحميل صورهم الأولى، وتصل إلى 3 غيغابايت من المساحة الإضافية إذا استمر المستخدمون في استخدام الطريقة لمزيد من الصور.
في يوليو 2014، قدمت دروبوكس «مزامنة البث» لتطبيقات الكمبيوتر الخاصة به. تم وصف مزامنة البث على أنها سرعة مزامنة جديدة «فائقة الشحن»  للملفات الكبيرة التي تعمل على تحسين وقت التحميل أو التنزيل بما يصل إلى ضعفين.
في أغسطس 2015، أعلنت دروبوكس عن توفر مفاتيح أمان USB «العامل الثاني العالمي»، مما يوفر مصادقة ثنائية لتسجيل الدخول إلى خدماته.

## المالية
تتلقى دروبوكس تمويلًا أوليًا من معجل البذور واي كومبنتر. جمعت دروبوكس أيضًا 1.2 مليون دولار أمريكي في تمويل السلسلة إيه من سيكويا كابيتال في عام 2007، «إلى جانب الفائدة (على هذا المبلغ) التي تم تحويلها إلى حقوق ملكية كجزء من استثمار السلسلة إيه، والذي تضمن سبيكة جديدة بقيمة 6 ملايين دولار أمريكي»، مما أدى إلى إجمالي المبلغ 7.25 مليون دولار أمريكي، مع إغلاق الجولة في عام 2008 وتم إيداع الوثائق في عام 2009 
ذكر تقرير صدر في مايو 2010 في صحيفة وول ستريت جورنال أنه "منذ أن بدأ المؤسس درو هوستون في قراءة مدونة إريك ريس لبدء التشغيل الليّن منذ حوالي عام، بدأت الشركة في طرح ميزات جديدة عندما تكون جاهزة بدلاً من الانتظار لإطلاق مدونة المنتج المميز. ويضيف أن ذلك يساعد في اختبار شهية العملاء، ويطلق على الممارسة اسم "الحد الأدنى من المنتجات القابلة للتطبيق".
ذكرت تك كرانش في يوليو 2011 أن دروبوكس كانت تتطلع إلى جمع ما بين 200 و 300 مليون دولارأمريكي، وكان لديها تقييم «لينتهي به الأمر في نطاق 5 مليارات دولار إلى 10 مليارات دولار. جولات بلغ مجموعها 7.2 مليون دولار». كما ورد في مقال فوربس، فإن دروبوكس لديها «إيرادات في طريقها لتصل إلى 240 مليون دولار في عام 2011».
في أبريل 2012، أعلنت دروبوكس أن بونو وذا إيدج، وهما عضوان في فرقة الروك الأيرلندية U2، كانا مستثمرين فرديين في الشركة.
في عام 2014، جمعت دروبوكس التمويل من شركة بلاك روك. وغيرها من الشركات التي تقدر الشركة بمبلغ 10 مليارات دولار.
في مارس 2017، ذكرت بلومبرج أن دروبوكس قد حصلت على 600 مليون دولارأمريكي حد ائتماني، ومن المتوقع أن تقدم الشركة طلب الاكتتاب العام الأولي.
في فبراير 2018، قدمت دروبوكس عرضًا أوليًا ليتم إدراجه في بورصة ناسداك. كان القصد الأولي للشركة هو جمع 500 مليون دولار. ارتفع سهم دروبوكس بنسبة 42 في المائة إلى 29.89 دولارًا في أول يوم تداول في 23 مارس 2018.
اعتبارًا من مايو 2018، لم تكن دروبوكس مربحة أبدًا، ولكنها أبلَغَت عن تدفق نقدي إيجابي.
في عام 2020 خفضت شركة دروبوكس توقعاتها للتدفق النقدي الحرإلى نطاق من 460 مليون دولار إلى 470 مليون دولار، ولكن شهدت دروبوكس إيرادات تتراوح بين 1.88 مليار دولار و 1.90 مليار دولار، متجاوزة بشكل طفيف تقديرات المحللين البالغة 1.88 مليار دولار، وارتفعت أسهم دروبوكس بحوالي 22 ٪ لهذا العام.

## نموذج العمل
تستخدم دروبوكس نموذج عمل فريميوم، حيث يتم تقديم حساب مجاني للمستخدمين بحجم تخزين محدد، مع توفر اشتراكات مدفوعة توفر سعة أكبر وميزات إضافية. وفقًا لذلك، فإن إيرادات دروبوكس هي نتاج عدد المستخدمين الذين يمكنهم تحويلهم إلى خدماتهم المدفوعة.
يحصل مستخدمو دروبوكس بيسك على 2 غيغابايت من مساحة التخزين المجانية. يمكن توسيع هذا من خلال الإحالات؛ يوصي المستخدمون بالخدمة لأشخاص آخرين، وإذا بدأ هؤلاء الأشخاص في استخدام الخدمة، فسيتم منح المستخدم 500 إضافية ميغا بايت من مساحة التخزين. يمكن لمستخدمي دروبوكس بيسك ربح ما يصل إلى 16 قيقابايت من خلال برنامج الإحالة.
يمنح اشتراك دروبوكس بلس (المسمى دروبوكس برو قبل مارس 2017 ) المستخدمين 2 تيرابايت من مساحة التخزين، بالإضافة إلى ميزات إضافية، بما في ذلك:
- عناصر تحكم المشاركة المتقدمة: عند مشاركة رابط إلى ملف أو مجلد، يمكن للمستخدمين تعيين كلمات المرور وحدود انتهاء الصلاحية.[87]
- المسح عن بُعد: في حالة سرقة الجهاز أو فقده، يمكن للمستخدمين مسح مجلد دروبوكس عن بُعد من الجهاز في المرة التالية التي يتصل فيها بالإنترنت.[88]
- «تاريخ الإصدار الموسع»: وظيفة إضافية متاحة، تجعل دروبوكس يحذف الإصدارات السابقة من الملفات لمدة عام واحد، وهو امتداد هام لوقت الاسترداد الافتراضي لمدة 30 يومًا.[89]

في تشرين الثاني (نوفمبر) 2013، أعلنت دروبوكس عن تغييرات في «دروبوكس فور بيزنس» من شأنها أن تمكن المستخدمين من توصيل كل من دروبوكس الشخصي الخاص بهم ودروبوكس لأعمالهم بنفس الجهاز، مع تصنيف كل مجلد «بشكل صحيح للعمل أو الشخصي، ويأتي مع كلمة المرور الخاصة وجهات الاتصال والإعدادات والملفات». علاوة على ذلك، أعلنت دروبوكس عن سجلات تدقيق مشتركة، ومسح عن بُعد لمسؤولي الأعمال، وتحويلات حسابات، باعتبارها ميزات جديدة لعرضها التجاري. في يناير 2017، قدم دروبوكس «سمارت سينك» لعملاء الشركات والمؤسسات، وهي ميزة تتيح لمستخدمي مايكروسوفت ويندوز وماك أو إس رؤية جميع الملفات في مجلد دروبوكس، ولكن تنزيل ملفات معينة فقط عند الطلب.
على غرار دروبوكس بيسك، يمكن لمستخدمي دروبوكس بلس أيضًا كسب مساحة إضافية من خلال الإحالات. يحصل المستخدمون الإضافيون على 1 جيجا بايت لكل إحالة، حتى 32 جيجا بايت.
دروبوكس بيزنس هو تطبيق دروبوكس للشركات، مضيفًا المزيد من الوظائف التي تركز على الأعمال للفرق، بما في ذلك أدوات التعاون، والأمن والتحكم المتقدمين، واستعادة الملفات غير المحدودة، وإدارة المستخدم والأذونات الدقيقة، وخيارات التخزين غير المحدود. بالنسبة للمؤسسات الكبيرة، تقدم دروبوكس خدمة دروبوكس إنتربرايس، «المستوى الأعلى» من عروض منتجاتها، وإضافة أدوات إدارة المجال، وعضو دعم عملاء دروبوكس معين، والمساعدة من «المستشارين الخبراء» بشأن النشر وتدريب المستخدمين.
في يوليو 2016، أعلن دروبوكس عن لوحة تحكم مسؤول «أدمكس» جديدة لعملاء الأعمال، مما يوفر تحكمًا محسنًا في ملفات الشركة والمستخدمين. في يونيو 2017، تم إعادة تصميم لوحة معلومات أدمكس ووظائف مسؤول إضافية، مثل مدد تسجيل الدخول ومعلمات قوة كلمة المرور المخصصة والمزيد من التفاصيل الدقيقة  التحقق من النطاق الفرعي لفرق محددة.

### شراكات الشركة
في سبتمبر 2012، تم دمج فيسبوك ودروبوكس للسماح للمستخدمين في مجموعات فيسبوك بمشاركة الملفات باستخدام دروبوكس. في عام 2013، قامت سامسونج بتحميل تطبيق دروبوكس للهاتف المحمول مسبقًا على أجهزتها التي تعمل بنظام أندرويد، ووفر دروبوكس مساحة إضافية للمستخدمين الذين يمتلكون أجهزة سامسونج. في نوفمبر 2014، أعلن دروبوكس عن شراكة مع Microsoft لدمج تطبيقات دروبوكس ومايكروسوفت أوفيس على آي أو إس وأندرويد وتطبيقات أوفيس 365 على الويب. في 10 يوليو 2018، أعلنت دروبوكس عن شراكتها مع سيلز فورس بهدف تحسين مشاركة العلامة التجارية وإنتاجية الفريق.

## تقنية
تتيح خدمة دروبوكس للمستخدمين إسقاط أي ملف في مجلد معين. ثم يتم تحميل الملف تلقائيًا إلى خدمة دروبوكس المستندة إلى السحابة وإتاحته لأي من أجهزة الكمبيوتر والأجهزة الأخرى الخاصة بالمستخدم والتي تم تثبيت برنامج دروبوكس عليها أيضًا، مع الحفاظ على تحديث الملف على جميع الأنظمة. عندما يتم تغيير ملف في مجلد دروبوكس للمستخدم، تقوم دروبوكس بتحميل أجزاء الملف التي تم تغييرها فقط، كلما أمكن ذلك.
عند حذف ملف أو مجلد، يمكن للمستخدمين استعادته في غضون 30 يومًا. بالنسبة لمستخدمي دروبوكس بلس، يمكن تمديد وقت الاسترداد هذا إلى عام واحد، من خلال شراء الوظيفة الإضافية «تاريخ الإصدار الموسع».
يتم حذف حسابات دروبوكس التي لم يتم الوصول إليها أو رسائل البريد الإلكتروني التي لم يتم الرد عليها خلال عام تلقائيًا.
توفر دروبوكس أيضًا ميزة مزامنة LAN، حيث، بدلاً من تلقي المعلومات والبيانات من خوادم دروبوكس، يمكن لأجهزة الكمبيوتر الموجودة على الشبكة المحلية تبادل الملفات مباشرة بين بعضها البعض، مما قد يؤدي إلى تحسين سرعات المزامنة بشكل كبير. تكتشف لان سينك نظراء آخرين على نفس الشبكة عبر منفذ بروتوكول نقل البيانات المستند إلى UDP 17500 باستخدام بروتوكول اكتشاف خاص  تطويره بواسطة مهندس دروبوكس المبكر باول بوهم في عام 2010.

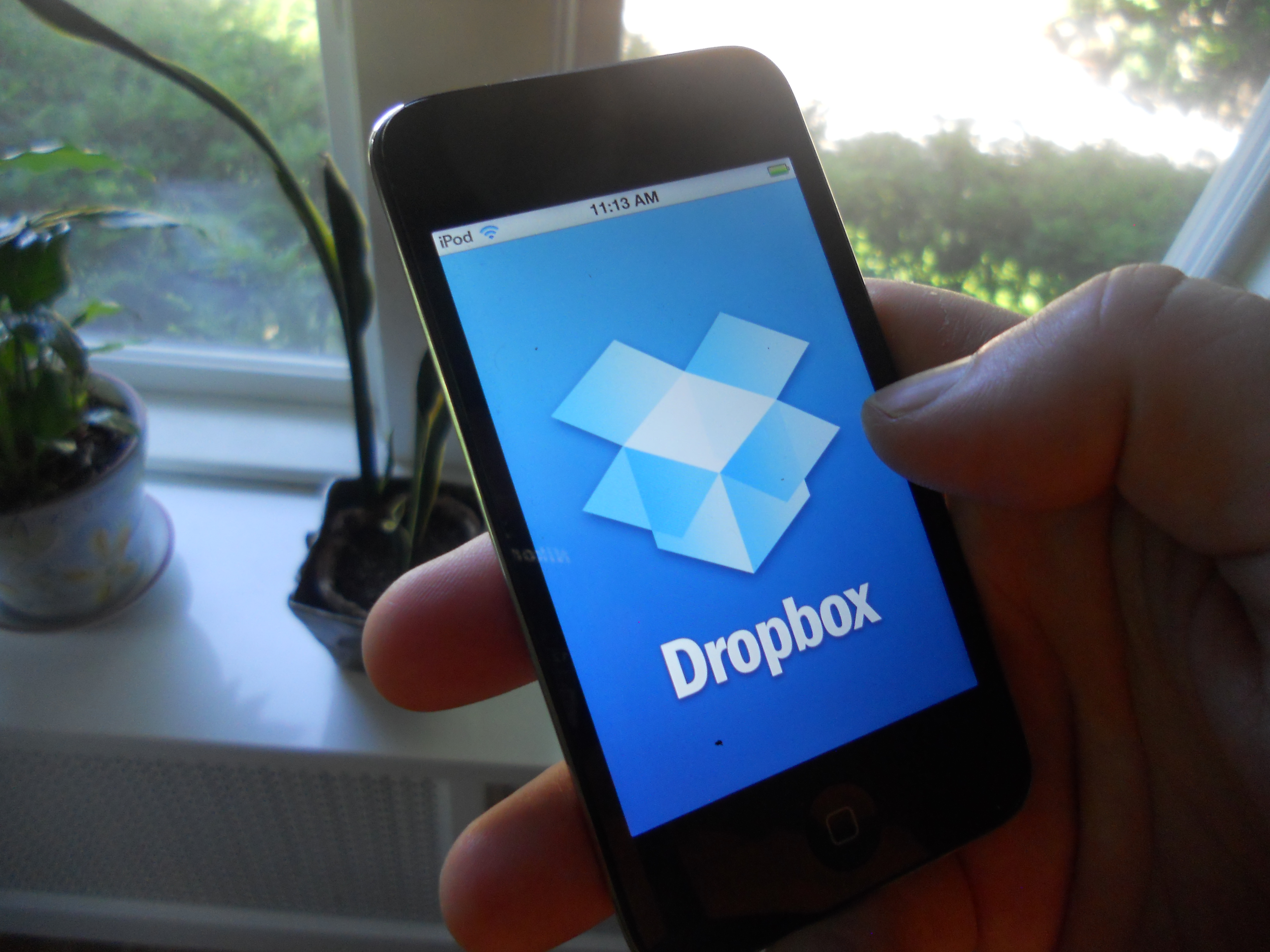

في الأصل، تمت كتابة خوادم دروبوكس وتطبيقات الكمبيوتر بلغة بايثون. في يوليو 2014، بدأت دروبوكس في ترحيل البنية التحتية الخلفية ذات الأداء الحرج إلى لغة برمجة غو.
في سبتمبر 2012، تمت إعادة كتابة قاعدة رموز موقع دروبوكس من جافا سكريبت إلى كافي سكريبت.
استخدمت دروبوكس في الأصل نظام التخزين أمازون إس 3 من شركة أمازون لتخزين ملفات المستخدمين، ولكن بين عامي 2014 و 2016 انتقلوا تدريجيًا بعيدًا عن أمازون لاستخدام أجهزتهم الخاصة، والمشار إليها باسم ماجيك بوكيت، نظرًا لوصف دروبوكس بأنه «مكان تحتفظ فيه بكل ما تبذلونه من الأشياء، لا تضيع، ويمكنك دائما الوصول إليها». في يونيو 2017، أعلنت الشركة عن توسع كبير في الشبكة العالمية، بهدف زيادة سرعة المزامنة مع خفض التكاليف. التوسع، الذي بدأ بـ 14 مدينة عبر 7 دول في 3 قارات، يضيف «مئات الجيجابت من اتصال الإنترنت مع موفري النقل (مزودي خدمة الإنترنت الإقليميين والعالميين)، ومئات من الشركاء النظراء الجدد (حيث نتبادل حركة المرور مباشرة بدلاً من مزود خدمة الإنترنت)».
تستخدم دروبوكس عمليات نقل بواسطة بروتوكول طبقة المقابس الآمنة (SSL) للمزامنة ويخزن البيانات عبر معيار التشفير المتقدم (AES) -256 التشفير.
يمكن دمج وظيفة دروبوكس في تطبيقات الطرف الثالث من خلال واجهة برمجة التطبيقات (API).
تمنع دروبوكس مشاركة البيانات المحمية بحقوق النشر، عن طريق التحقق من تجزئة الملفات المشتركة في المجلدات العامة أو بين المستخدمين مقابل قائمة سوداء للمواد المحمية بحقوق النشر. ينطبق هذا فقط على الملفات أو المجلدات التي تمت مشاركتها مع مستخدمين آخرين أو بشكل عام، وليس على الملفات المحفوظة في مجلد دروبوكس الخاص بالفرد والتي لم تتم مشاركتها.

## ميلبوكس
في مارس 2013، استحوذت دروبوكس على ميلبوكس، وهو تطبيق بريد إلكتروني شهير، حيث قال الرئيس التنفيذي لشركة ميلبوكس جينتري أندروود إنه «بدلاً من تطوير ميلبوكس بمفردنا، قررنا توحيد الجهود مع دروبوكس وإنشائه معًا». بموجب الصفقة، انضم مطورو ميلبوكس إلى دروبوكس، لكنهم استمروا في تشغيل ميلبوكس كتطبيق مستقل. صرح الرئيس التنفيذي لشركة ميلبوكس قائلاً: «ما زلنا نكافح لمواكبة الطلب من أولئك الذين يرغبون في استخدامه»، وقال الرئيس التنفيذي لشركة دروبوكس درو هيوستن «شعرنا أنه يمكننا مساعدة ميلبوكس في الوصول إلى جمهور مختلف كثيرًا بشكل أسرع». تم الإبلاغ عن عملية الاستحواذ بتكلفة 100 مليون دولار.
في ديسمبر 2015، أعلنت دروبوكس عن إغلاق ميلبوكس. في منشور مدونة، أوضح درو هوستون وأراش فردوسي أننا «سنستخدم [...] ما تعلمناه من ميلبوكس لبناء طرق جديدة للتواصل والتعاون في دروبوكس».

## كاروسيل
في أبريل 2014، قدمت دروبوكس كاروسيل، وهو معرض للصور والفيديو «يجمع بين الصور الموجودة في دروبوكس الخاص بالمستخدم مع الصورالموجودة على هاتفه، ويقوم تلقائيًا بنسخ الصور الجديدة احتياطيًا أثناء التقاطها». رتبت دائرة الصور حسب الحدث والتاريخ. في ديسمبر 2015، أعلنت دروبوكس عن إغلاق كاروسيل. في منشور مدونة، أوضح درو هيوستن وأراش فردوسي أنه «سنأخذ الميزات الرئيسية من كاروسيل إلى المكان الذي تعيش فيه صورك - في تطبيق دروبوكس.» 

## دروبوكس بيبر

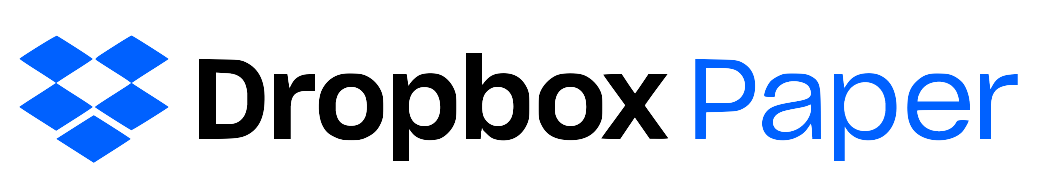
شعار دروبوكس بيبر

في أبريل 2015، أطلقت دروبوكس خدمة دروبوكس نوتس تعاونية لتدوين الملاحظات في مرحلة الاختبار التجريبي، مما أثار التكهنات إذا كانت دروبوكس تخطط لإخراج منتج للتنافس مع جوجل درايف. لاحظت تك كرانش أن دروبوكس نوتس يبدو أنه إصدار جديد من «بروجيكت كومبوزير»، وهو تكرار سابق للخدمة مع جذور من الاستحواذ على هاك باد في أبريل 2014. في أكتوبر 2015، أعلنت شركة دروبوكس عن الإطلاق القادم لـ دروبوكس بيبر، محرر المستندات التعاوني، الذي أشارت إليه وسائل الإعلام كنتيجة لتطويرها لخدمة دروبوكس نوتس في وقت سابق في عام 2015. دخل دروبوكس بيبر إلى الإصدار التجريبي المفتوح في أغسطس 2016، مما يسمح لأي شخص بالانضمام إلى المنتج واختباره. كما تم إطلاق تطبيقات الأجهزة المحمولة لنظامي أندرويد (نظام تشغيل) وآي أو إس. في يناير 2017، تم إطلاق دروبوكس بيبر رسميًا. تستهدف الأعمال، تم وصف دروبوكس بيبر على أنه «مستند عبر الإنترنت من جزء واحد، وجزء واحد من التعاون، وأداة لإدارة المهام من جزء واحد، ومركز محتوى من جزء واحد» بواسطة روب بايسمان، رئيس المنتج في دروبوكس، ويسمح بالاستيراد والتحرير والتعاون في «عددٍ من أنواع الملفات الأخرى من جوجل ومايكروسوفت وغيرها».

## المشاريع التي أنشأها المستخدم
ابتكر المستخدمون عددًا من الاستخدامات ومزج التكنولوجيا التي تعمل على توسيع وظائف دروبوكس. وتشمل هذه: إرسال الملفات إلى دروبوكس عبر جي ميل واستخدام دروبوكس لمزامنة سجلات دردشة المراسلة الفورية وإدارة بت تورنت وإدارة كلمة المرور إطلاق التطبيق عن بعد ومراقبة النظام وكخدمة مجانية لاستضافة المواقع.

## الجوائز
تلقت دروبوكس العديد من الجوائز، من بينها جائزة كرانشي في عام 2010 لأفضل تطبيق الإنترنت،  وماك ورلد 2009 جائزة اختيار المحرر ' للبرمجيات. تم ترشيحه لجائزة ويبي 2010،  ولجوائز ماك ديزاين 2010 من آرس تكنيكا. كان إصدار تطبيق دروبوكس الخاص بهاتف آيفون في عام 2010 من بين أفضل 10 "تطبيقات" اختارها أليكس أهلوند، الرئيس التنفيذي السابق لاثنين من مواقع الويب التي تركز على تطبيقات الأجهزة المحمولة،  كما تم اختيار تطبيق أندرويد للشركة كأحد أفضل خمسة تطبيقات التطبيقات "في قائمة جمعها جيسون هينر في عام 2010 لصالح زد تي نت. تم اختيار المؤسسين درو هوستون وأراش فردوسي ضمن أفضل 30 رائد أعمال تحت 30 من قبل شركة Inc. في عام 2011.
في عام 2011، صنفت بيزنس إنسايدر دروبوكس على أنها سادس شركة ناشئة من حيث القيمة في العالم،  وفي عام 2017، صنفت المجلة دروبوكس على أنها ثامن شركة ناشئة أمريكية من حيث القيمة، حيث بلغت قيمتها 10 مليارات دولار. تم وصفه بأنه أحد أكثر استثمارات واي كومبنتر نجاحًا حتى الآن. أطلقت أبل خدمة التخزين السحابي الخاصة بها في وقت لاحق من عام 2011، آي كلاود، لكن هذا لم يعيق نمو دروبوكس. في يناير 2012، تم تسمية دروبوكس كأفضل بدء تشغيل لهذا العام من قبل تك كرانش،  وفي عام 2016، احتلت الشركة المرتبة الثانية في قائمة فوربس كلود 100.

### مخاوف الخصوصية والأمان
تعرضت خدمة دروبوكس للنقد والجدل المتعلق بحوادث متعددة، بما في ذلك مشكلة المصادقة في يونيو 2011 والتي سمحت بالوصول إلى الحسابات لعدة ساعات دون كلمات مرور ؛  تحديث سياسة الخصوصية في يوليو 2011 بلغة تشير إلى أن دروبوكس jمتلك بيانات المستخدمين ؛  مخاوف بشأن وصول موظف دروبوكس إلى معلومات المستخدمين ؛  يوليو 2012 البريد الإلكتروني العشوائي  مع التكرار في فبراير 2013 ؛  وثائق حكومية مسربة في يونيو 2013 مع معلومات تفيد بأن دروبوكس كانت قيد النظر لإدراجها في برنامج المراقبة بريسم التابع لوكالة الأمن القومي؛  تعليق في يوليو 2014 من إدوارد سنودن، المبلغ عن المخالفات في وكالة الأمن القومي، ينتقد إتاحة مفاتيح تشفير دروبوكس للموظفين ؛  تسرب 68 مليون كلمة مرور للحساب على الإنترنت في أغسطس 2016؛  وحادث استعادة البيانات العرضي في يناير 2017 حيث ظهرت ملفات يفترض أنها محذوفة في حسابات المستخدمين.
بينما تستخدم دروبوكس بروتوكول SSL لتشفير البيانات أثناء النقل بينها وبين العملاء، فإنها تخزن البيانات في شكل مشفر ولا تستخدم التشفير من طرف إلى طرف حيث يتحكم المستخدم في المفاتيح المستخدمة لتشفير البيانات المخزنة. نتيجة لذلك، يمكن لـ دروبوكس فك تشفير بيانات العملاء إذا اختار ذلك.

## مكاتب
كان مقر دروبوكس، الواقع في سان فرانسيسكو، في الأصل في ماركت ستريت، حتى توسعته إلى مبنى شاينا بيسن لاندينج في يوليو 2011، مما سمح بزيادة كبيرة في المساحة. مع نمو عدد الموظفين، احتاجت الشركة مرة أخرى إلى التوسع،  وفي فبراير 2014، وقعت عقد إيجار لمبنيين في شارع برانان. نظرًا لعدم حاجتها إلى مساحات كبيرة بعد كل شيء، بدأت الشركة في شراء المساحة المتبقية المتاحة لشركات أخرى للتأجير من الباطن في نوفمبر 2015.
توسعت دروبوكس إلى مكتبها الثاني في الولايات المتحدة في أوستن، تكساس في فبراير 2014. قدمت ولاية تكساس ومدينة أوستن حزمة حوافز قائمة على الأداء بقيمة 1.7 مليون دولار إلى دروبوكس مقابل تحديد موقع مكتبهم في أوستن.
في ديسمبر 2012، أنشأت دروبوكس مكتبًا في دبلن، أيرلندا،  مكتبها الأول خارج الولايات المتحدة.

## كيفية فتح حساب
حساب دروبوكس هو حساب مجاني تمامًا، حيث يمكن الحصول على مساحة ابتدائية تقدر بـ 2 جيجابايت كبداية، يمكن زيادتها عبر القيام ببعض المهام البسيطة، أو دعوة الأشخاص لاستخدام الموقع، كما تتوفر عدد خطط مدفوعة من الخدمة حيث توجد خدمة مقابل 9.99 دولار شهريًا تعطيك مساحة تصل إلى 1 تيرابايت، وتوجد خدمة مقابل 15 دولارًا شهريًا تعطيك مساحة مفتوحة للتخزين، وخواص أكثر تقدمًا لاستعادة الملفات المحذوفة بسهولة، إلا أن الخطة الأخيرة موجهة لأصحاب الشركات بشكل أكبر، وليست ملائمة للمستخدم العادي.
| تسعيرة الاشتراك   |                                             | |
| دروبوكس بيسك      | 0 دولار مجاني                               | تخزين مجاني والوصول إلى الملفات عبر أجهزة متعددة. - 2 جيجا تخزين - أفضل تقنية مزامنة في فئتها - تشفير 256 بت AES وSSL - تكامل مايكروسوفت أوفيس 365 - شارة دروبوكس (في أداة التعاون في أوفيس) - استرداد الملف (30 يومًا) - سجل الإصدارات (30 يومًا) - مشاركة الملفات البسيطة والتعاون - التكامل مع البائعين الخارجيين - تطبيقات الجوال لأنظمة iOS وأندرويد وويندوز - دعم تطبيقات سطح المكتب لأنظمة ويندوز وماك OS X ولينكس - دروبوكس بيبر - مزامنة الملفات عبر الأجهزة                                                                                           |
| دروبوكس بروفيشنال | 19.99 دولار/ شهرإذا تم إصدار الفاتورة سنويًا | مساحة إضافية وأدوات عمل لمحترفي الأعمال. - كل شيء في بلس - 2 تيرابايت (2000 جيجابايت) من المساحة - المزامنة الذكية: توفير مساحة على القرص الصلب - العرض: عرض العمل وتتبعه - ضوابط الارتباط المشتركة - البحث عن نص كامل - تاريخ الإصدار 120 يومًا - أولوية دعم الدردشة |
| دروبوكس بلس       | 9.99 دولار/ شهر (إذا تم الدفع سنويًا)        | مساحة تخزين إضافية ووصول موسع. - سعة تخزين 1 تيرابايت (1,000 جيجابايت) - أفضل تقنية مزامنة في فئتها - تشفير 256 بت AES وSSL - تكامل أوفيس365 - شارة دروبوكس (في أداة التعاون في أوفيس) - استرداد الملف (30 يومًا) - سجل الإصدارات (30 يومًا) - مشاركة الملفات البسيطة والتعاون - التكامل مع البائعين الخارجيين - تطبيقات الجوال لأنظمة iOS وأندرويد وويندوز - دعم تطبيقات سطح المكتب لأنظمة ويندوز وماك OS X ولينكس - روابط محمية بكلمة مرور - انتهاء صلاحية الروابط المشتركة - مسح الجهاز عن بعد - أولوية دعم البريد الإلكتروني - الوصول إلى الملفات دون اتصال |

## تأثير دروبوكس على استخدامفلاش USB

فلاش USB

الطالب الذي اخترع الدروبوكس كان يعاني من الوسوسة أن تضيع ملفات مشاريعه الدراسية المسجلة على الفلاش فقام بتصميم هذا الموقع. وفي الوطن العربي والعالم تقلصت مبيعات الفلاش نظرا لتعويضها بتخزين المعلومات في السحابة والرجوع اليها من أي مكان في العالم ويقوم الدروبوكس بتعيين المعلومات حينها. بالإضافة إلى تجنب الفيروسات التي تنتقل من حاسوب إلى اخر بواسطة الفلاش.

## وصلات خارجية
- الموقع الرسمي